# Val-Morin
Val-Morin es un municipio canadiense situado en la provincia de Quebec.

## Superficie
Val-Morin tiene una superficie de 39,2 km².

## Demografía
En 2021, tenía 3123 habitantes, una densidad poblacional de 79,7 hab./km², y 2077 viviendas.